# Grupo Land Rover
O Grupo Land Rover era uma divisão da British Leyland (BL), e depois do Grupo Rover, que existiu entre 1981 e 1987. O Grupo Land Rover trouxe a produção de veículos comerciais ligeiros da British Leyland sob uma gestão, consistindo na gama 4x4 da Land Rover, o Range Rover luxury 4x4 e o antigo Leyland Sherpa van range (renomeado para Freight Rover para combinar com os outros membros do grupo em 1984). O Grupo Land Rover operava duas fábricas na área de Birmingham — a fábrica de Solihull e a fábrica da Freight Rover em Washwood Heath.

## Produtos
Land Rover
- Land Rover Series III (1981—1985)
- Land Rover Ninety/One Ten/127 (1983—1987)

Range Rover
- Range Rover (1981—1987)

Freight Rover
- Leyland Sherpa (1981—1982)
- Leyland Sherpa K2 (1982—1984)
- Freight Rover 200 (1984—1987)
- Freight Rover 300 (1984—1987)